# Bolbodimyia lampros
Bolbodimyia lampros är en tvåvingeart som beskrevs av Philip och Margaret M. Floyd 1974. Bolbodimyia lampros ingår i släktet Bolbodimyia och familjen bromsar. Inga underarter finns listade i Catalogue of Life.